# Ordem da Birmânia
A Ordem da Birmânia (em inglês:  Order of Burma) é uma ordem honorífica que foi criada por Autorização Real em 10 de maio de 1940 conferindo uma única classe. Seus possuidores poderiam usar logo após o nome a sigla OB. Somente 33 indivíduos receberam a Ordem.
O governo da pós-independência da Birmânia criou a Pyidaungsu Sithu Thingaha para o lugar da Ordem, em 2 de setembro de 1948.